# Mr. Bad Guy
Mr. Bad Guy es el primer álbum en solitario de Freddie Mercury, vocalista del grupo Queen. Lanzado en 1985, durante un período en el que Queen estaba en pausa en las grabaciones, contiene once canciones, todas escritas por el propio Mercury.

## Detalles
Fue publicado en abril de 1985 por el sello Columbia en EE. UU. y CBS en Europa, mientras el grupo Queen se encontraba en gira. El disco fue grabado en los estudios Musicland de Múnich entre 1983 y 1985.
Las canciones «I Was Born to Love You» y «Made in Heaven» fueron reelaboradas e incluidas más tarde en el álbum póstumo de Queen Made in Heaven, publicado en 1995, 4 años después de la muerte del vocalista.
El álbum se reeditó el 11 de octubre de 2019, en  audio remezclado en CD, vinilo, servicios digitales, y de transmisión a través de Mercury Records. 

## Sencillos
El sencillo principal «I Was Born to Love You» con el lado B «Stop All the Fighting» debutó en el número 50 el 14 de abril de 1985, alcanzando el número 11 el 5 de mayo de 1985. También alcanzó el número cuatro en Sudáfrica y el número 20 el 1 de junio en Austria. «Made in Heaven» alcanzó el número 57 en la lista de sencillos del Reino Unido el 21 de julio de 1985 y se mantuvo en la lista durante cuatro semanas. «Living on My Own» llegó al número 50 en el Reino Unido, mientras que el cuarto y último sencillo, «Love Me Like There's No Tomorrow», debutó y alcanzó el número 76 en la lista del Reino Unido el 24 de noviembre de 1985.

### Sencillos reelaborados
«Living on My Own» fue reeditada en 1993 (casi dos años después de la muerte de Mercury) en una versión remezclada por No More Brothers. El sencillo alcanzó el número uno en el Reino Unido, convirtiéndose en su lanzamiento como solista más exitoso, aunque póstumamente. «I Was Born to Love You» se convirtió en el único éxito en solitario de Mercury en las listas de Australia, alcanzando el puesto número 13. Esa canción y «Made in Heaven» fueron posteriormente reelaboradas por los tres miembros sobrevivientes de Queen e incluidas en el álbum de estudio de 1995 Made in Heaven.

## Lista de canciones
Todas las canciones escritas y compuestas por Freddie Mercury. 
| N.º   | Título                                 | Duración |  |
| 1.    | «Let's Turn It On»                     | 3:42     |  |
| 2.    | «Made In Heaven»                       | 4:05     |  |
| 3.    | «I Was Born to Love You»               | 3:38     |  |
| 4.    | «Foolin' Around»                       | 3:29     |  |
| 5.    | «You Kind Of Lover»                    | 3:32     |  |
| 6.    | «Mr. Bad Guy»                          | 4:09     |  |
| 7.    | «Man Made Paradise»                    | 4:08     |  |
| 8.    | «There Must Be More To Life Than This» | 3:00     |  |
| 9.    | «Living on My Own»                     | 3:23     |  |
| 10.   | «My Love Is Dangerous»                 | 3:42     |  |
| 11.   | «Love Me Like There's No Tomorrow»     | 3:46     |  |
| 40:41 |                                        |          |  |

| UK CD bonus |                                        |          |  |
| N.º         | Título                                 | Duración |  |
| 12.         | «Let's Turn It On» (12" Version)       | 5:06     |  |
| 13.         | «I Was Born to Love You» (12" Version) | 7:03     |  |
| 14.         | «Living on My Own» (12" Version)       | 6:40     |  |
| 60:40       |                                        |          |  |

## Personal
- Freddie Mercury - voces, piano y sintetizadores.
- Fred Mandel - guitarra rítmica, piano, sintetizadores y caja de ritmos.
- Paul Vincent - guitarra principal
- Stephan Wissnet - bajo y sampler
- Curt Cress - batería
- Jo Burt - bajo
- Reinhold Mack - sintetizador y sampler

- Rainer Pietsch - arreglos orquestales